# زبان اودهی
زبان اَوَدهی (به دیواناگری: अवधी) نام یکی از زبان‌های هندی است. گاه آوادی را گویشی از زبان هندوستانی قلمداد می‌کنند. خاستگاه این زبان ایالت اوده در اوتار پرادش هند است، ولی گویشورانی نیز در بیهار، مادایا پرادش، دهلی و نپال نیز دارد. آمیزه‌ای از این زبان با دیگر زبان‌ها نیز در جنوب دوآب مورد استفاده‌است. گونه‌ای از این زبان با عنوان هندی فیجی نیز در فیجی و در میان هندیان آن سرزمین به کار برده می‌شود.
بر اساس آمار سال ۲۰۰۱ میلادی، اودهی از نظر شمار گویشوران بیست‌ونهمین زبان پرگویشور جهان است.